# دهستان طبس مسینا
دهستان طبس مسینا، دهستانی از بخش گزیک شهرستان درمیان واقع در استان خراسان جنوبی است. جمعیت این دهستان، بر اساس سرشماری سال ۱۳۸۵، بالغ بر ۸۳۴۷ نفر می‌باشد.